# 小笠原喜康
小笠原 喜康（おがさわら ひろやす、1950年1月19日 - ）は日本の教育学者。日本大学文理学部教授。専攻は教育メディア論、博物館教育学、学力問題。博士(教育学)。日本教育メディア学会理事・紀要編集委員長、日本教材学会理事。

## 来歴
青森県八戸市に生まれる。1973年北海道教育大学釧路分校（現・北海道教育大学釧路校）卒業。東京都杉並区立堀之内小学校教員を務めた後、東京学芸大学大学院で修士課程修了、筑波大学大学院にて単位取得満期退学。その後、博士(教育学)を取得した。職歴としては、金沢女子大学専任講師を経て、1989年より日本大学で教鞭を執る。2020年同大学定年退職。
専門分野は教育学全般（学力論、教育認識論）であるが、近年は学生向けの論文術をまとめた著書を発表することが多い。また、博物館教育にも強い研究的関心を持ち、杉並区科学館基本構想策定懇談会会長なども務めた経歴があり、現在、子どもミュージアムの活動に努めて、『子ども博物館楽校』を発行している。

## 主著
- 『大学生のためのレポート・論文術』（講談社、2002年4月。ISBN 4061496034）※2009年11月に新版を刊行、その後2018年に「最新版」の文言をタイトル先頭に含めて改版。
- 『インターネット完全活用編 大学生のためのレポート・論文術』（講談社、2003年8月。ISBN 4061496778）
- 『Peirce記号論によるVisual記号の概念再構成とその教育的意義』（紫峰図書、2003年12月。ISBN 4915911543）
- 『議論のウソ』（講談社、2005年9月。ISBN 4061498061）
- 『博物館の学びをつくりだす その実践へのアドバイス』（ぎょうせい、2006年2月。ISBN 978-4324078891）
- 『博物館教育論 新しい博物館教育を描きだす』（ぎょうせい、2012年3月。ISBN 978-4324092460）
- 『論文の書き方 わかりやすい文章のために』（ダイヤモンド社、2007年7月。ISBN 978-4478001394）
- 『学力問題のウソ なぜ日本の学力は低いのか』（PHP研究所、2008年9月。ISBN 978-4569702018）
- 『就活生のための作文・プレゼン術』（筑摩書房、2010年11月。ISBN 978-4480065773）
- 『ハンズ・オン考』東京堂出版、2015年9月。ISBN 978-4490209198

共編著
- 『幼児放送教育の研究 : 情報環境としての放送番組と保育実践』川島書店、1989年5月。ISBN 4761004053
- 『教育原理の探究 : 問い直しの教育学』相川書房、1998年5月。ISBN 4750102474
- 『哲学する道徳 : 現実社会を捉え直す授業づくりの新提案』東海大学出版部、2017年11月。ISBN 978-4486021438
- 『現代学力テスト批判 : 実態調査・思想・認識論からのアプローチ』東信堂、2018年1月。ISBN 978-4798914664
- 『中高生からの論文入門』片岡則夫と、講談社、2019年